# Halecium mediterraneum
Halecium mediterraneum is een hydroïdpoliep uit de familie Haleciidae. De poliep komt uit het geslacht Halecium. Halecium mediterraneum werd in 1883 voor het eerst wetenschappelijk beschreven door Weismann. 